# Barrage Dar Khrofa
Barrage Dar khrofa est un barrage situé dans la commune de Zaaroura, dans la province de Larache. Ce barrage, d'une capacité de stockage de 480 millions de mètres cubes, permet l'irrigation de la zone de Rissana-Suakin sur une superficie de 21 000 hectares, en plus d'approvisionner les Communes de la Région Tanger-Tétouan-Al Hoceima en eau potable.
Ce Barrage a été réalisé pour un coût financier de 1,5 milliard de dirhams sur une période de 88 mois.
Le barrage de Dar Khrofa a également été relié au système d'alimentation en eau potable de Tanger. La liaison, qui a commencé à être exploitée en février 2021, a coûté 187 millions de dirhams.